# Sas van Gent
Sas van Gent is een plaats (3.910 inwoners in 2023) in de gemeente Terneuzen in de Nederlandse provincie Zeeland. Sas van Gent ligt in de regio Zeeuws-Vlaanderen, nabij de Belgische grens. Het ontleent zijn industriële betekenis aan de aanwezigheid van het Kanaal Gent-Terneuzen. Tot 2003 was het een zelfstandige gemeente. Ten zuiden van Sas van Gent lag tot de jaren 50 het gehucht De Stuiver.

## Geschiedenis

### Ontstaan
De geschiedenis van Sas van Gent hangt samen met de zoektocht van de stad Gent naar een verbinding met de zee. In de 13de eeuw hadden de Gentenaars de Lieve gegraven, die de stad via het Zwin met de zee verbond. Na de verzanding van het Zwin in de 15de eeuw zocht men echter een nieuwe vaarweg. Onder de Spaanse koning Filips I kreeg men in de 16de eeuw een vergunning op eigen kosten een vaart te graven, ditmaal noordwaarts naar de Honte. Men mocht de Graaf Jansdijk echter niet doorsteken, dus moesten de goederen ter hoogte van de dijk nog overgeslagen worden, vandaar Overslag.

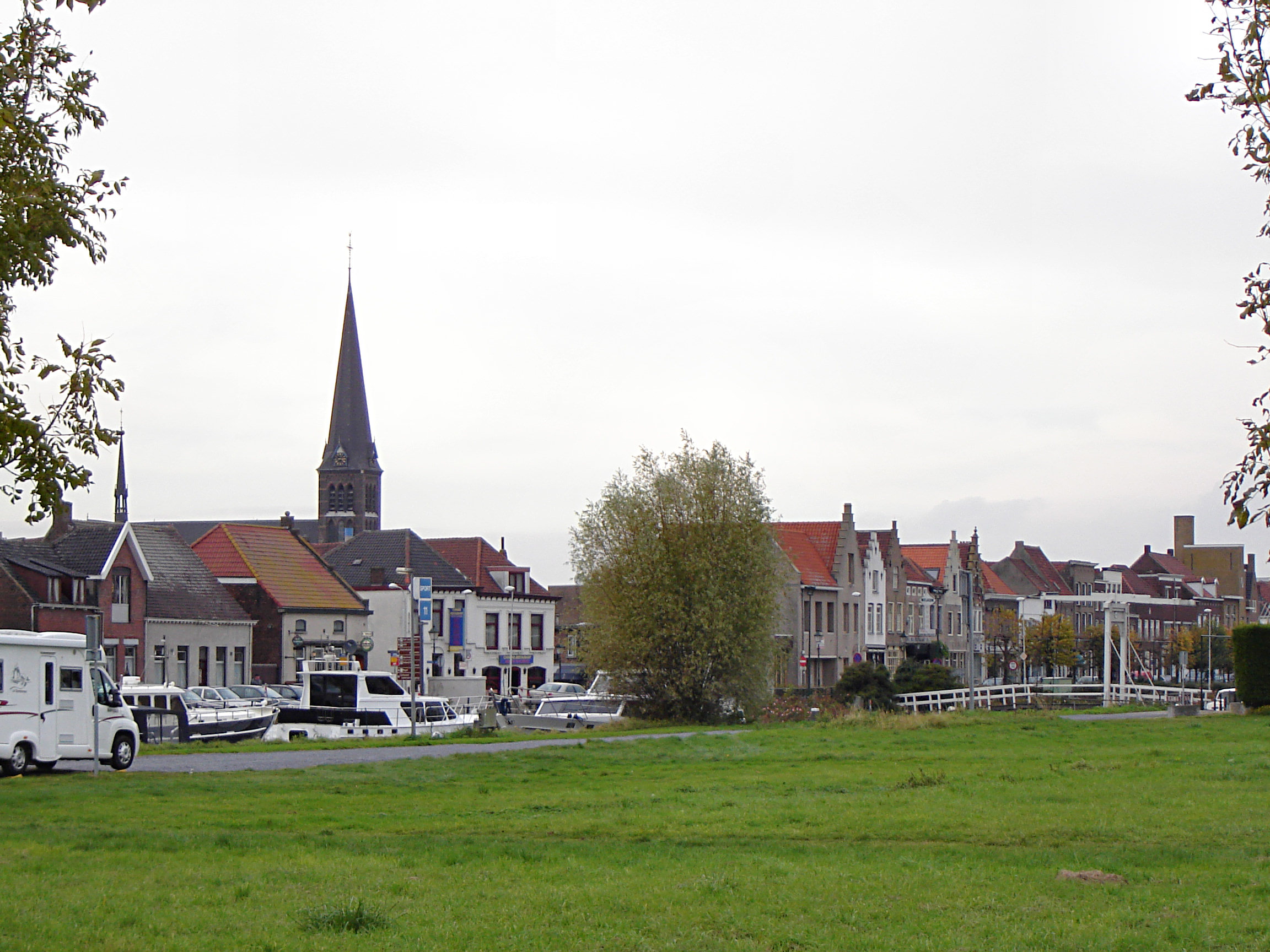
Gezicht op het westelijk deel van Sas van Gent

Keizer Karel V gaf in 1549 uiteindelijk zijn geboortestad de toestemming om de Graaf Jansdijk te doorgraven met een sluis of sas. De eerste steen werd gelegd op 19 augustus 1551. Bij het bouwen van de sluis en het graven van de Sassevaart ontstond een kleine nederzetting, die tot Sas van Gent zou uitgroeien. In 1555, toen Karel V troonsafstand had gedaan, vertrok hij vanuit Brussel via Gent naar Sas van Gent om de werken te bezichtigen, en vervolgens naar Vlissingen om zich in te schepen naar Spanje, waar hij de rest van zijn leven zou verblijven.

### Vestingstad

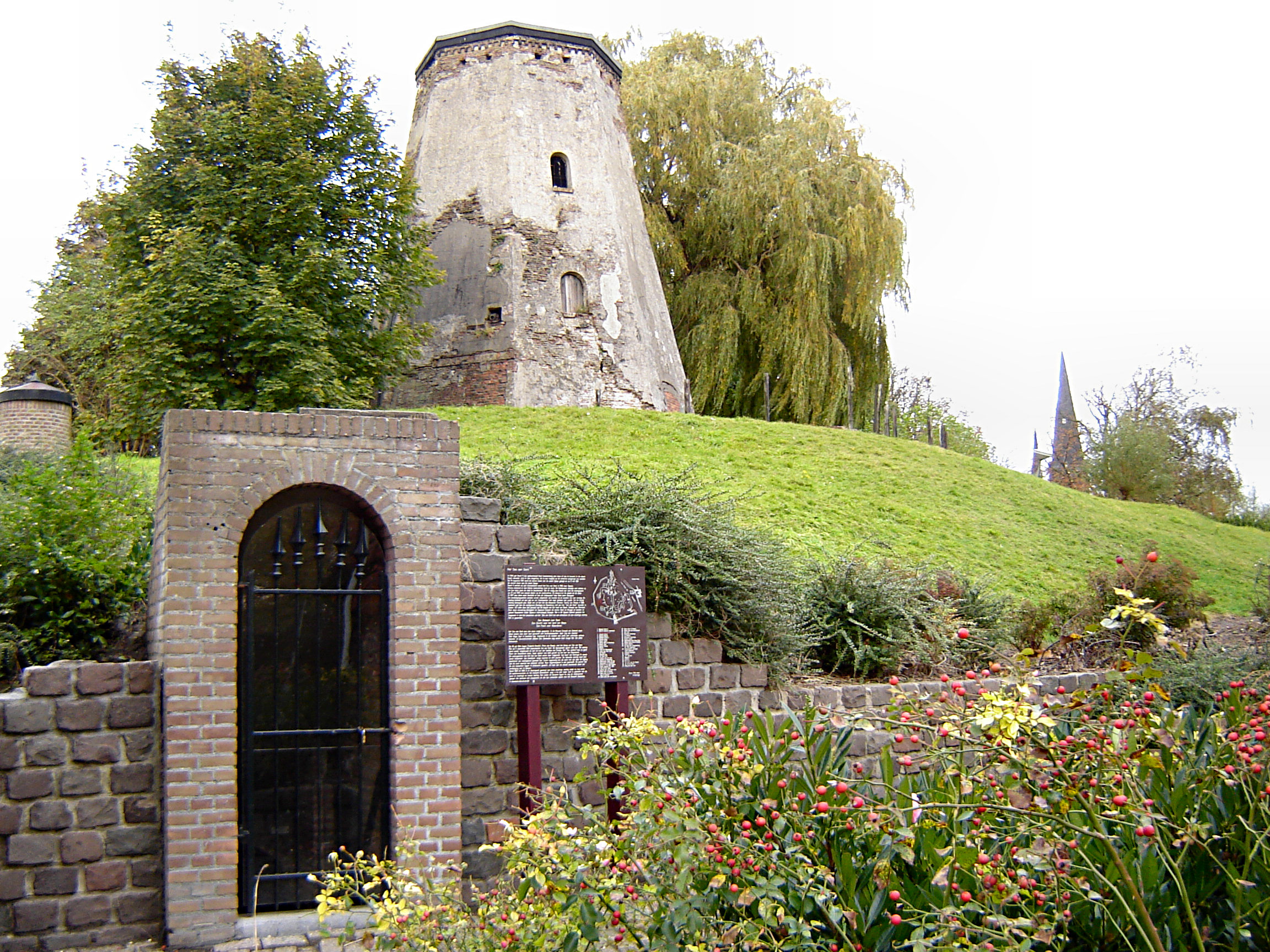
Bolwerk Generaliteit met Molenberg en oude molenromp

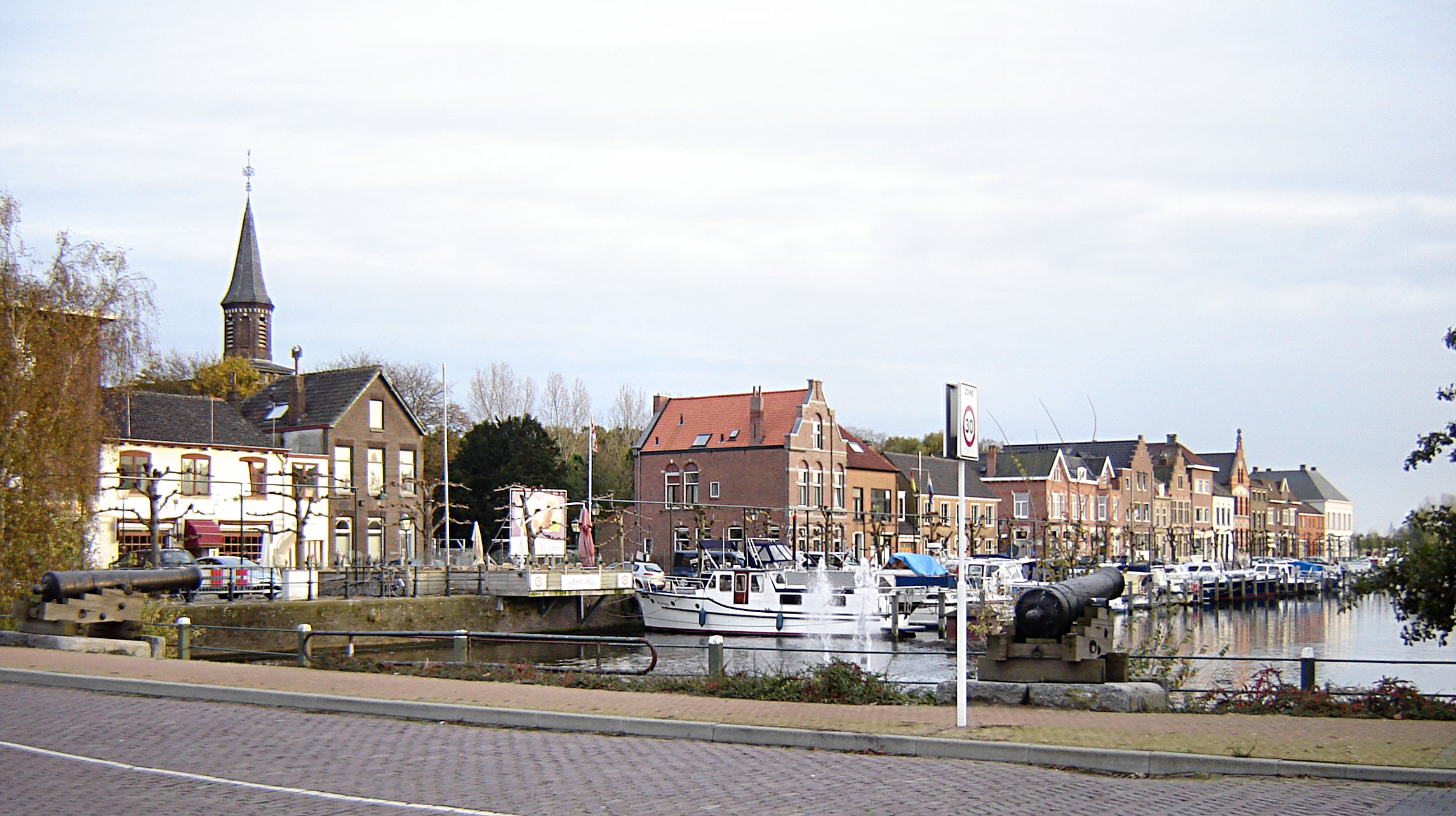
Oostkade aan de vroegere loop van de Sassevaart

De Gentenaars bouwden een schans om de sluis te beschermen. Reeds op 21 mei 1572 werd Sas van Gent aangevallen door de Watergeuzen. Het stadje werd in brand gestoken en de sluis werd verwoest. De schade werd hersteld en de sluis kon in 1577 weer gebruikt worden. Ook de vestingwerken werden uitgebreid. Er kwam een wal met vier bastions en daaromheen een gracht. Deze heette aan de oostzijde Hospitaalwater en aan de westzijde Meulewater. In 1579 tekende Gent de Unie van Utrecht en Sas van Gent kwam in Staatse handen.
In 1583 werd Sas van Gent heroverd in opdracht van Parma. Hierbij speelde het verraad van de baljuw van het Land van Waas, Servaas van Steeland, een doorslaggevende rol. Uiteindelijk werden meerdere steden in Staats-Vlaanderen heroverd en konden uiteindelijk ook Brugge en Gent weer in Spaanse handen worden gebracht.
De Spanjaarden bouwden de vesting verder uit. Zo werd in 1602 het Rapenburg ommuurd, wat de volkswijk was. In het gebied binnen de wallen, dat het Hoge Sas werd genoemd, bevond zich een kasteel.
Op 28 juli 1644 begon Frederik Hendrik een belegering van de vesting. De capitulatie volgde op 5 september van dat jaar. Vanaf de Vrede van Münster in 1648 werd de scheepvaart op de Westerschelde geblokkeerd en aldus deed het kanaal naar Gent geen dienst meer. Toen de Staatsen de vesting hadden veroverd werd ze nog verder uitgebouwd en werd een der sterkste van Europa. Ze bestond uit zes bolwerken, zes ravelijnen, twee lunetten en drie stadspoorten.
In 1672 werd de vesting bedreigd door de Fransen. De Staatsen waren echter gewaarschuwd en op 20 juli 1672 werden de dijken van de Canisvlietpolder doorgestoken. Zodoende konden de Fransen de stad niet in handen krijgen.
In 1679 werd een getijdenmolen in werking gesteld die als korenmolen fungeerde. Het was een der eerste in Nederland en had een geringere kwetsbaarheid in vergelijking met de windkorenmolens, waarvan er drie op de wallen stonden. Deze watermolen was in 1930 nog intact.
In 1747 werd Sas van Gent in brand gestoken toen de Fransen, die evenals de Republiek der Nederlanden partij waren in de Oostenrijkse Successieoorlog, de stad belegerden. Na de Vrede van Aken in 1748 werd de stad weer ontruimd.
Op 5 februari 1795 trokken de Fransen de Zuidelijke Nederlanden binnen en stelden ook Zeeland onder Frans bestuur. De Fransen betrokken de vesting en vingen aan deze te slopen. Deze werken duurden tot 1809 en werden toen gestaakt, waarna men geleidelijk begon de vesting te herinrichten. In 1816 kwam hieraan een definitief einde. De vestingen kwamen onder beheer van de Domeinen en werden verpacht. Veel werd er in de eeuwen daarna gesloopt met als hoogtepunt het jaar 1930, toen werklozen tewerkgesteld werden om de wallen geheel te vernietigen. Resten van de getijdenmolen en een deel van het bastion Generaliteit zijn bewaard gebleven. De resten van de getijdenmolen worden sinds de 21ste eeuw geconserveerd.

### Nieuwe tijd
Pas bij de hereniging van de Noordelijke en de Zuidelijke Nederlanden in 1815 kon er weer worden gedacht aan een kanaal naar de Honte. In 1823 besliste Koning Willem I om de Sassevaart te verlengen naar Terneuzen. Van toen af heette de vaart het Kanaal Gent-Terneuzen, dat grote aanpassingen en verbredingen heeft ondergaan. Zo werd in 1882-1885 een nieuwe kanaalarm gegraven waarin in 1908 een nieuwe sluis werd aangelegd. Deze oostelijke kanaalarm werd de basis voor het verbrede kanaal, dat in 1968 gereed kwam. Het sluizencomplex in Terneuzen maakte de sluizen in Sas van Gent voortaan overbodig. Er ontstond een schiereiland in het kanaal en daarop werd het Keizer Karelplein aangelegd op de plaats van de meest westelijke sluis. Met de komst van de nieuwe Nieuwe Sluis in Terneuzen in het najaar van 2024 wordt verdere verdieping en verbreding van het kanaal noodzakelijk om panamaxschepen door te laten.
Ondertussen nam het industrieel belang van Sas van Gent toe, met de komst van een meelfabriek in 1893, twee suikerfabrieken (Zeeuwsche Beetwortelsuikerfabriek "Sas van Gent" in 1872 en Eerste Nederlandsche Coöperatieve Beetwortelsuikerfabriek in 1900), een glasfabriek in 1899, en een zetmeelfabriek (1911) en een fosfaatfabriek in 1912.

### Spoor- en tramwegen

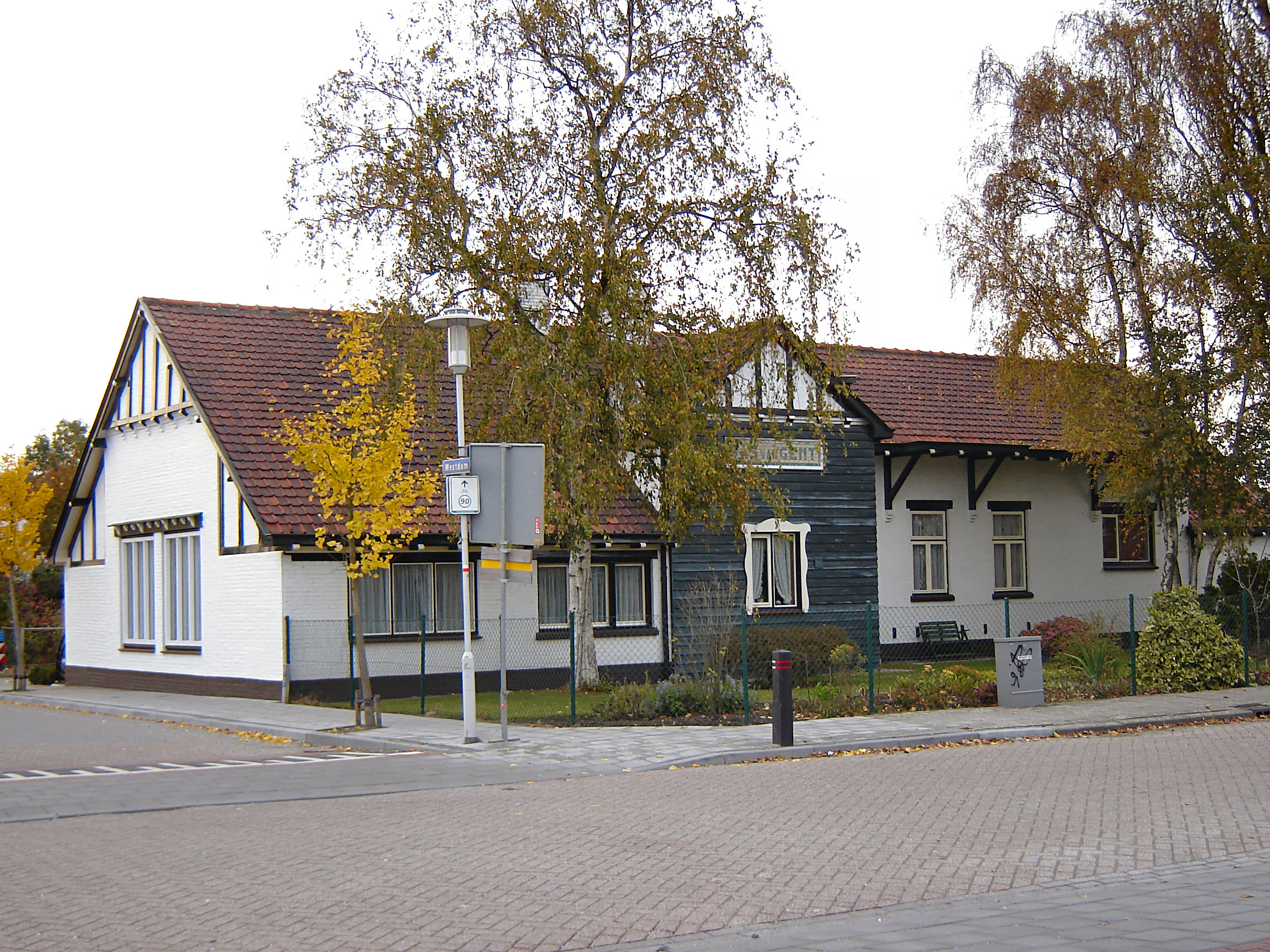
Voormalig tramstation van Sas van Gent.

Op 1 april 1869 kreeg Sas van Gent een station aan de spoorlijn 55 Gent - Terneuzen. Op 15 april 1939 werd het station gesloten voor reizigersvervoer. Sindsdien is er nog goederenverkeer op de verbinding tussen Terneuzen en Zelzate. In 1965 werd het stationsgebouw gesloopt.
Sas van Gent was ook per tram bereikbaar na de opening in 1914-1915 van de tramlijn IJzendijke - Drieschouwen van de Zeeuwsch-Vlaamsche Tramweg-Maatschappij (ZVTM). Vanaf 1 augustus 1948 werd het reizigersvervoer gestaakt, in september 1949 werd ook het goederenvervoer stilgelegd en werden de sporen opgebroken. Aan de tram herinnert nog het voormalige tramstation met dienstwoningen aan de Westdam 42, nabij het NS-station.

### Kerken

#### Katholieke kerk

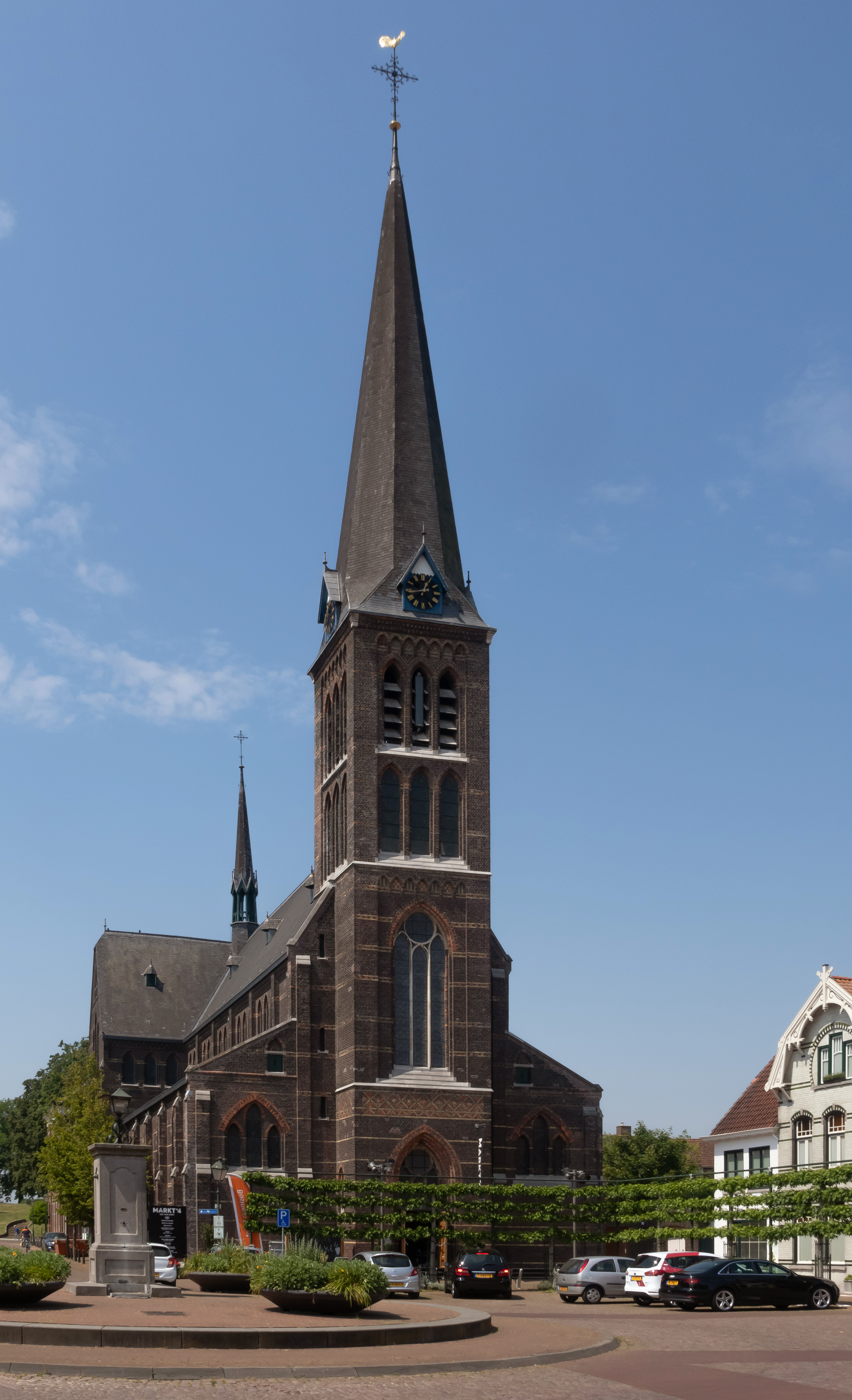
Heilige Maria Hemelvaartskerk

De nederzetting had vermoedelijk een kapel, waar weinig over bekend is. In 1625 was er sprake van een kapel met drie altaren en in 1626 was er sprake van een kerkhof. Het kerkje bevond zich op het Hoge Sas en stond bekend als Het Cappelleken.
In 1644 werd Sas van Gent veroverd door de troepen van Frederik Hendrik. De kapel werd genaast en gebruikt als hervormde kerk tot 1658, toen de nieuwe hervormde kerk gereed kwam. Sas van Gent was een vestingstad geworden. In 1660 werd het kerkje verkocht.
Vanaf 1686 mochten de katholieken weer hun godsdienst belijden, maar de kerkgangers moesten een stuiver poortgeld betalen aan de hervormde armenkas. Het aantal katholieken nam toe en in 1705 kregen de katholieken toestemming om hunne godsdienst te mogen doen exerceren, waarbij het poortgeld werd afgekocht met een eenmalig bedrag. Vanaf 1709 beginnen de doopboeken en in 1720 werd een officiële parochie opgericht. De parochianen waren verplicht in het levensonderhoud van de pastoor te voorzien op straffe van vervolging door het wereldlijk gezag. Deze situatie duurde tot 1822.
De katholieke parochie van Sas van Gent bestond bij de gratie van de behandeling van de protestantse gemeenten in de Oostenrijkse Nederlanden, met name die in Sint-Maria-Horebeke en in Mater. De lidmaten van deze gemeenten behoorden formeel tot de Hervormde Gemeente te Sas van Gent.
In 1738 mochten de katholieken een huis aan de Markt kopen en dit als schuurkerk inrichten. Later mocht dit zodanig worden uitgebouwd dat ook uiterlijk op een kerkje leek. Zo werd het uitgebreid in 1792, kreeg het een orgel in 1797 en een toren in 1803. Tot 1892 werd het kerkje gebruikt. Toen werd de nieuwe Maria Hemelvaartskerk in gebruik genomen. In 2003 fuseerden een groot aantal parochies tot de Elisabeth-parochie Midden Zeeuws-Vlaanderen.

#### Protestantse kerk

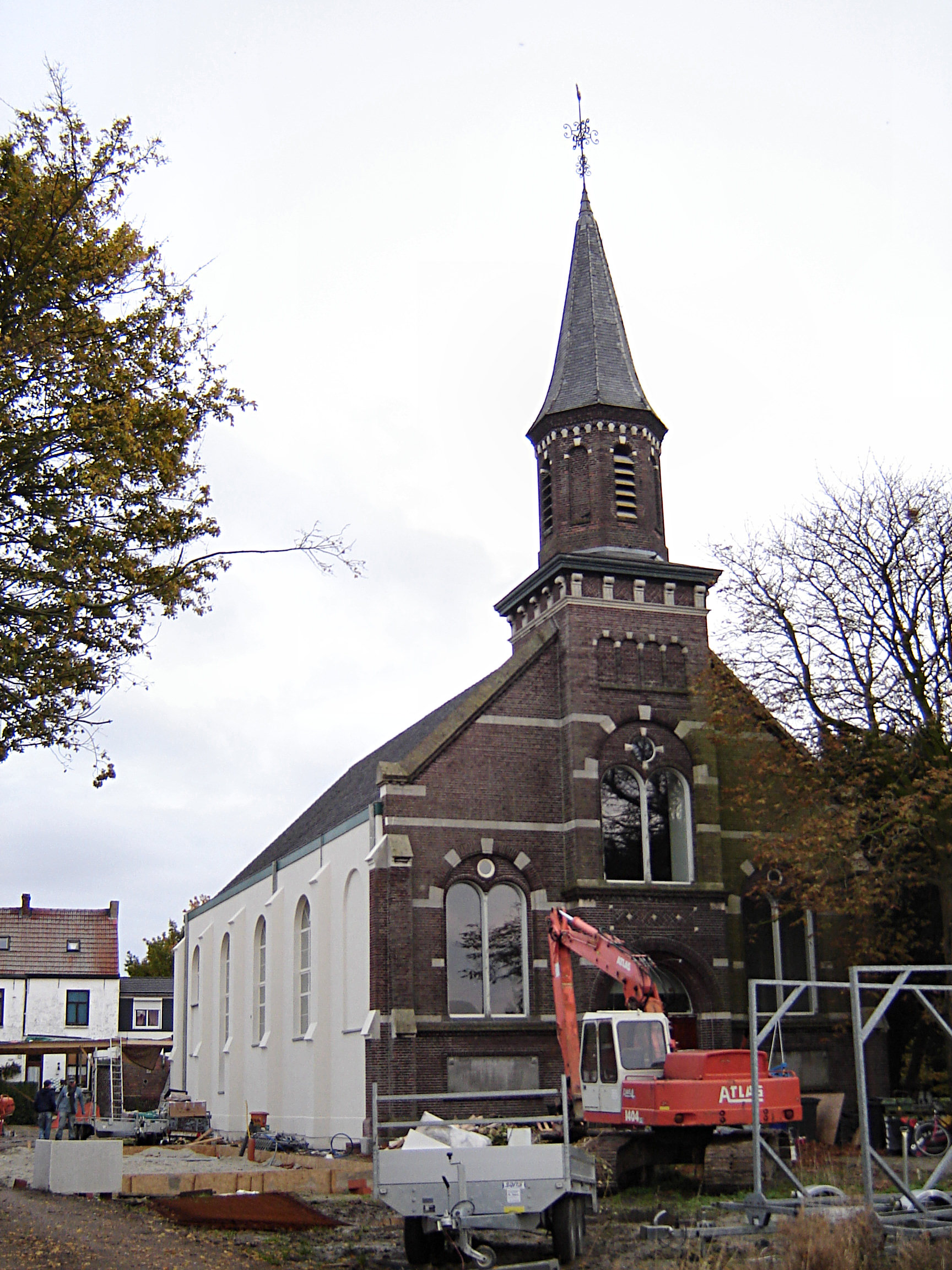
Voormalige Nederlands-hervormde kerk

De geschiedenis van de Hervormde Gemeente van Sas van Gent ving aan in 1645, nadat het stadje door Frederik Hendrik werd veroverd. Oorspronkelijk kerkte men in de genaaste katholieke kapel, maar in 1658 kwam een hervormde kerk gereed. Doordat Sas van Gent een vestingstadje was, hebben vele militairen hier gekerkt. Het was dan ook een grote kruiskerk. Bij de militairen hoorden vele Franssprekende calvinisten. Van 1654-1794 was er dan ook een Waals-Hervormde gemeente die eveneens in het kerkgebouw haar diensten hield.
In 1747, tijdens de Oostenrijkse Successieoorlog, werd Sas van Gent belegerd door de Fransen, en hierbij werd de kerk getroffen, waarop ze afbrandde. In 1750-1752 werd hij door David van Stolk uit Rotterdam weer opgebouwd; hij kreeg een grondplan in de vorm van een Grieks kruis. Het ontwerp herinnerde sterk aan dat van de door Adriaan Dortsman ontworpen Oosterkerk in Amsterdam (1669-1671). In 1896 sloeg de bliksem in, waarop de kerk opnieuw door brand werd verwoest. Niets kon worden gered, daar gesmolten lood van de dakbedekking naar binnen druppelde en het levensgevaarlijk was om de brandende kerk te betreden.
Nu werd een veel kleinere kerk gebouwd, die in 1898 gereed kwam. De houten toren was instabiel en werd in 1907 vervangen door een stenen toren. Het enige overblijfsel van de oude kerk was een wapensteen en deze werd in 1982 terug voor de kerk geplaatst.
Het aantal hervormden nam echter af en reeds in 1796 was er al een gezamenlijke predikant met Philippine. Dit leidde tot een fusie in 1815. In 1970 ging deze gemeente een verband aan met die in Sluiskil om in 1995 volledig te fuseren. Niet alleen was er nu nog maar één predikant, maar in 2007 moest ook het kerkgebouw te Sas van Gent worden verkocht. Sedert 2006 heet de gemeente Protestantse Gemeente Philippine-Sas van Gent-Sluiskil.
Het kerkje te Sas van Gent is gekocht door een reclamebureau, dat het ombouwde tot bedrijfsruimte en woonhuis, maar met behoud van de kenmerkende eigenschappen van het gebouw.

## Bezienswaardigheden

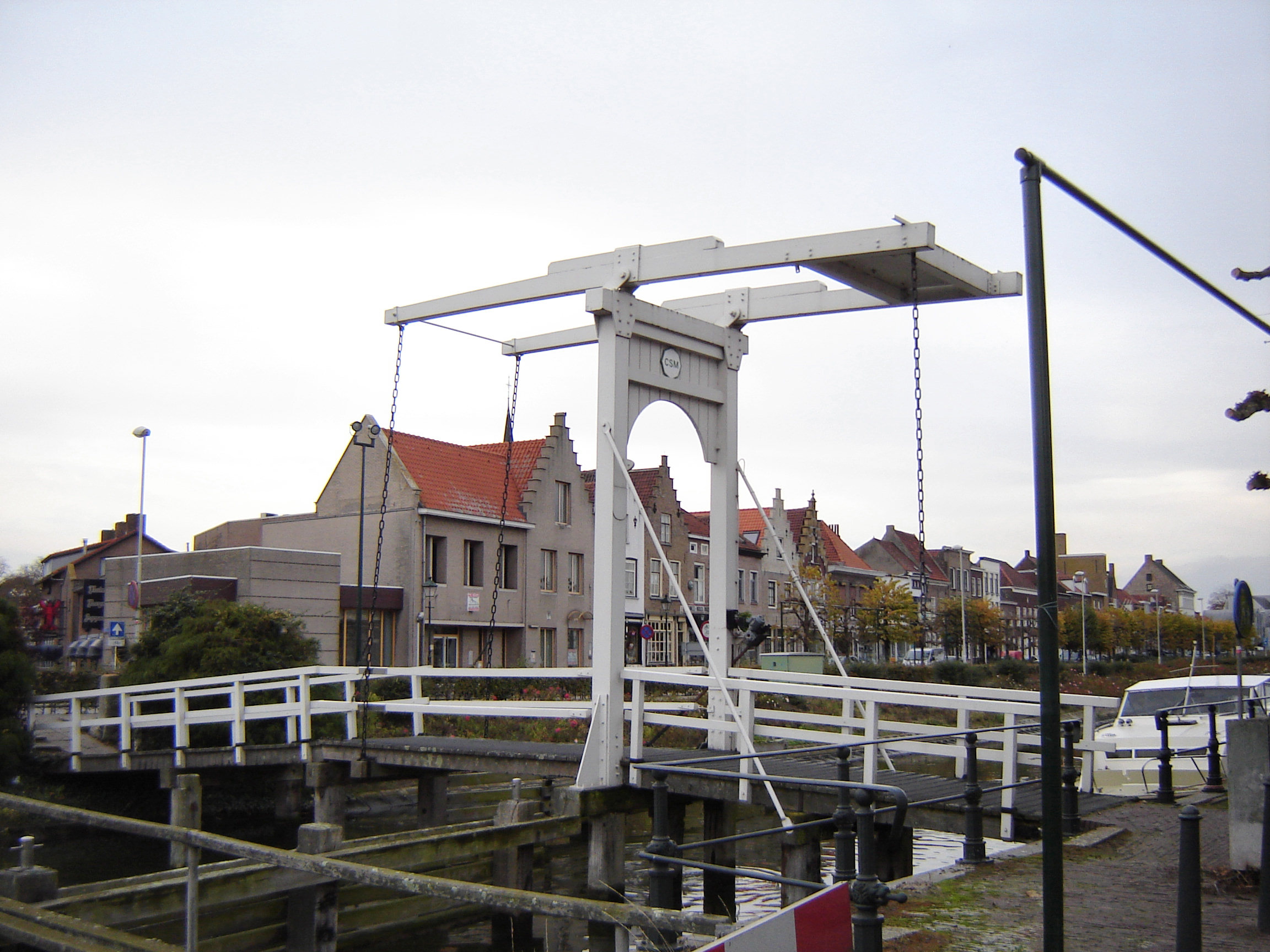
Ophaalbrug

- De rooms-katholieke Heilige Maria Hemelvaartskerk werd gebouwd in 1892;
- De voormalige Hervormde kerk dateert uit 1897;
- De Molenberg met daarop het restant van de Walmolen;
- De restanten van de getijdenmolen Sas van Gent, die in 1696 in de toenmalige vestingwal werd gebouwd;
- De "Hertog van Marlborough", een woning die in 1647 op de Oostkade werd gebouwd;
- De oude schutsluis van 1882-1885 op het voormalig tracé van het kanaal Gent-Terneuzen;
- De kiosk;
- Het voormalig Franciscanessenklooster;
- Het voormalige tramstation (Westdijk 42);
- De oude suikersilo van de Suiker Unie;
- Industrieel Museum Zeeland.[3]

## Natuur en landschap
Sas van Gent ligt in het zeekleipoldergebied op een hoogte van ongeveer 1,5 meter. Door de industrie langs en de aanleg van het Kanaal Gent-Terneuzen is het landschap sterk gewijzigd. Oude kanaalarmen, deels omgevormd tot jachthaven, sparen een schiereiland uit, waarop zich een parkje bevindt. Ook de industriegebouwen worden omgeven door plassen en bosjes.

## Sport
- De schaakvereniging Het Witte Paard Sas van Gent speelde een aantal seizoenen in de Meesterklasse met als hoogste positie de 7e plaats in 2004/05.
- Wielervereniging Zeeuws-Vlaanderen
- Zwem- en waterpolovereniging De Bruinvis
- Amateurvoetbalvereniging Corn Boys
- Volleybalvereniging SAVOK

## Geboren in Sas van Gent
- Henricus Melis (1845-1923), kunstschilder
- Patrick van der Hoeff (1975), politicus

## Trivia
- Louis Neefs bracht in 1978 een lied uit over het dorp: Annelies uit Sas van Gent.
- Tijdens het carnaval wordt Sas van Gent ook Betekoppenstad genoemd.

## Nabijgelegen kernen
Sluiskil, Philippine, Westdorpe, Zelzate, Assenede